# Василий Васильевич (князь ярославский)
Васи́лий Васи́льевич (1339?—1380?) — ярославский владетельный князь.

## Биография
Старший сын Василия Давидовича, занял ярославский удел по смерти отца своего, в 1345 году.
Летописи, говоря о моровой язве в 1364 году и взятии Ярославля новгородской вольницей в 1372 году, ничего не сообщают о самом князе ярославском.
В 1375 году участвовал в походе великого князя Дмитрия Ивановича на Тверь, а по некоторым известиям — и в знаменитой Куликовской битве 1380 года, действуя на левом крыле.
Когда он скончался — неизвестно.
Имел сыновей: Ивана и Фёдора, князей ярославских, Семёна, князя Новленского, Дмитрия, князя Заозерского, и Ивана-Воина, носившего родовое прозвище князя ярославского.

## Источник
- Василий Васильевич, князь ярославский, сын Василия Давидовича Грозного // Энциклопедический словарь Брокгауза и Ефрона : в 86 т. (82 т. и 4 доп.). — СПб., 1890—1907.